# 岡本直之 (財務官僚)
岡本 直之（おかもと なおゆき）は、日本の財務官僚。内閣官房日本経済再生総合事務局次長や、内閣府経済社会総合研究所総括政策研究官、初代財務省大臣官房政策立案総括審議官等を経て、国土交通省政策統括官。

## 人物・経歴
徳島県徳島市出身。徳島県立城南高等学校を経て、1985年 東京大学法学部卒業、大蔵省入省。理財局国有財産総括課配属。銀行局調査課調査係長から1990年7月10日 関東信越国税局潮来税務署長。1991年 横浜市企画財政局財政部財政課財政担当課長。大蔵省関税局課長補佐、大蔵省理財局課長補佐、独立行政法人日本貿易振興機構チューリヒ事務所長、財務省理財局国債企画官などを歴任し、2005年 農林水産省生産局畜産部畜産企画課畜産総合推進室長。
2007年から長野県企画参事（知事特命担当）（部長級）として、北陸新幹線延伸に伴う交通政策などを担当した。2009年 財務省主計局主計官（内閣、司法・警察、財務係担当）。2010年内閣官房行政改革推進本部事務局参事官。
2012年 財務省理財局総務課長。2013年 財務省大臣官房審議官（理財局担当）。2014年 内閣官房日本経済再生総合事務局次長。2016年 財務省大臣官房審議官（大臣官房担当）。
2017年から内閣府経済社会総合研究所総括政策研究官兼内閣府大臣官房審議官（経済財政分析担当）兼内閣府地方創生推進事務局次長を務め、アベノミクスを地方にまで波及させるべく地域づくりに取り組むなどした。2018年 財務省大臣官房政策立案総括審議官兼大臣官房企画調整主幹（企画調整総括官）。2020年7月20日国土交通省政策統括官。2021年財務省大臣官房付、退官、国務大臣秘書官、東京大学客員教授，総長室アドバイザー、リアライズコーポレーション社外取締役、三井住友銀行顧問。プレナス社外取締役、エルテス顧問。

## 大蔵省同期
大蔵省入省同期に、可部哲生国税庁長官、藤井健志内閣官房副長官補、矢野康治財務事務次官、岡村健司財務官、小部春美元財務総合政策研究所副所長、中島淳一金融庁長官、森田宗男金融国際審議官、中井徳太郎環境事務次官、中尾睦内閣官房TPP等政府対策本部国内調整統括官、野島透元財務省九州財務局長、岸本浩国立印刷局理事長、川嶋真造幣局理事長、田中秀明明治大学教授など。